# لامین سیدیمه
لامین سیدیمه (انگلیسی: Lamine Sidimé؛ زادهٔ ۱ ژانویهٔ ۱۹۴۴) سیاستمدار، و قاضی اهل گینه است. وی از ۸ مارس ۱۹۹۹ تا ۲۳ فوریه ۲۰۰۴ نخست‌وزیر گینه بود.